# Montmeló
|  | Aquest article tracta sobre municipi del Vallès Oriental. Si cerqueu el circuit homònim, vegeu «Circuit de Catalunya». |

Montmeló és un municipi de la comarca del Vallès Oriental, estès a la vall baixa del riu Congost, a la seva confluència amb el riu Mogent. Aquests dos cursos d'aigua formen, en unir-se, el Besòs, riu que constitueix el límit meridional del terme.

## Geografia
- Llista de topònims de Montmeló (Orografia: muntanyes, serres, collades, indrets..; hidrografia: rius, fonts...; edificis: cases, masies, esglésies, etc).

| Parets del Vallès | Granollers  | Granollers           |
| Mollet            |             | Montornès del Vallès |
| Mollet            | Martorelles | Martorelles          |

## Economia
És a la zona més industrialitzada de la comarca.
La superfície forestal ocupa només 8 ha.
L'agricultura és en regressió davant la indústria. Els principals conreus són els cereals, el farratge i la vinya.
El 1991 fou inaugurat el Circuit de Catalunya, per a curses de fórmula 1, Motos,.. construït dins dels termes de Montmeló, Granollers i Parets.

## Història
La més antiga referència a Montmeló és d'una acta del 945 en què s'esmenta l'església de Santa Maria de Montmeló, que encara conserva algunes restes romàniques (sobretot un absis). Aquesta acta recull el nom de Monte Molonis, que provindria originàriament de Montem (en nominatiu, Mons) Melonum, que en llatí significa "turó dels teixons".
El 28 de març de 1642, durant la guerra dels Segadors fou escenari de la batalla de Montmeló, en la que les tropes catalano-franceses van derrotar la columna castellana de 4.500 homes que es dirigia a Perpinyà, que havia quedat aïllada.

## Demografia

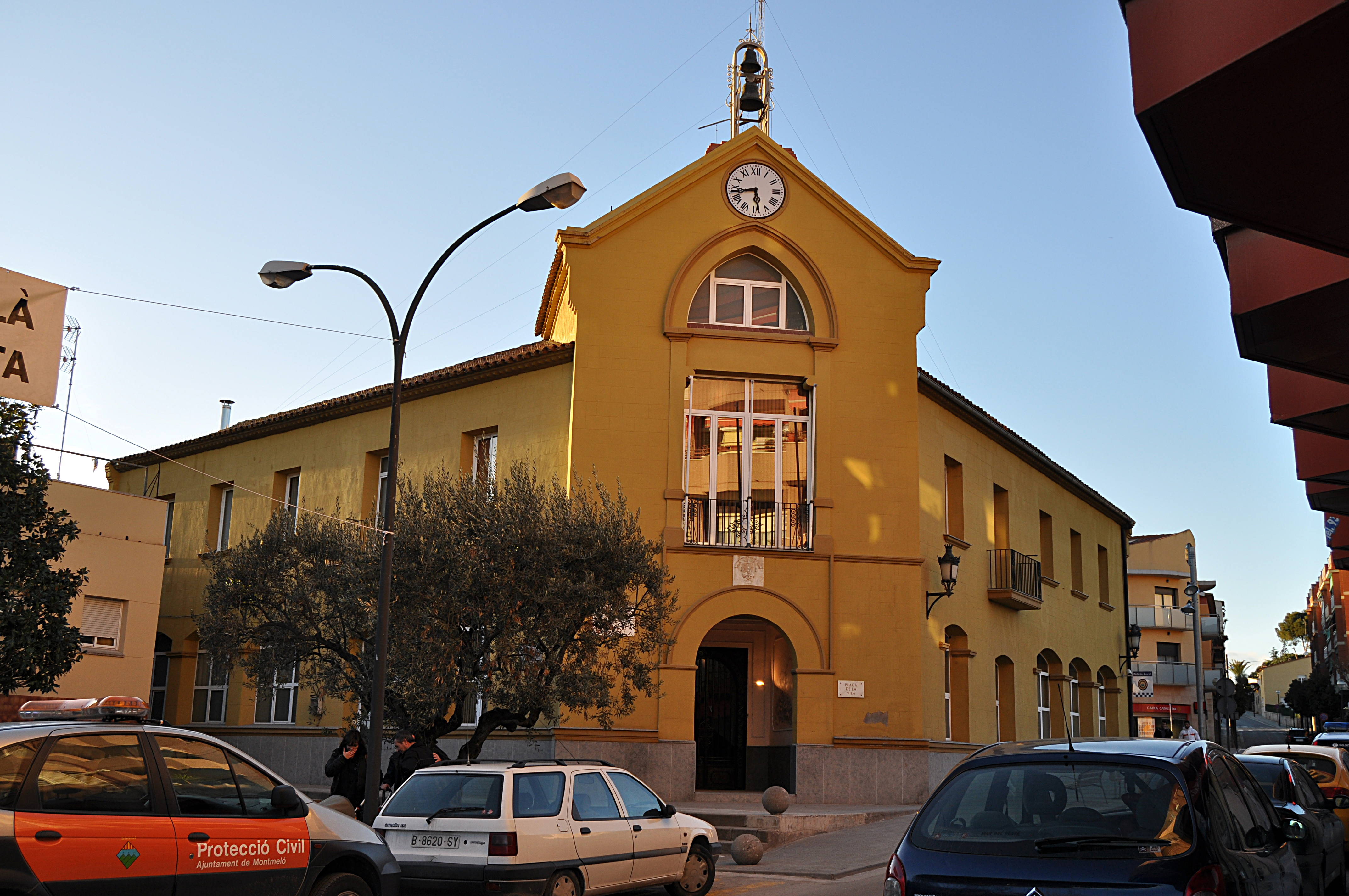
Ajuntament de Montmeló.

| 1497 f | 1515 f | 1553 f | 1717 | 1787 | 1857 | 1877 | 1887 | 1900 | 1910 |
| ------ | ------ | ------ | ---- | ---- | ---- | ---- | ---- | ---- | ---- |
| 14     | 20     | 17     | 112  | 251  | 545  | 520  | 528  | 537  | 576  |

| 1920 | 1930 | 1940 | 1950  | 1960  | 1970  | 1981  | 1990  | 1992  | 1994  |
| ---- | ---- | ---- | ----- | ----- | ----- | ----- | ----- | ----- | ----- |
| 642  | 880  | 977  | 1.020 | 1.366 | 4.384 | 6.865 | 7.326 | 7.591 | 7.591 |

| 1996  | 1998  | 2000  | 2002  | 2004  | 2006  | 2008  | 2010  | 2012  | 2014  |
| ----- | ----- | ----- | ----- | ----- | ----- | ----- | ----- | ----- | ----- |
| 7.675 | 8.059 | 8.437 | 8.667 | 8.724 | 8.921 | 8.870 | 9.001 | 8.830 | 8.863 |

| 2016 | 2018  | 2020  | 2022  | 2024  | 2026 | 2028 | 2030 | 2032 | 2034 |
| ---- | ----- | ----- | ----- | ----- | ---- | ---- | ---- | ---- | ---- |
| -    | 8.784 | 8.831 | 8.793 | 8.906 | -    | -    | -    | -    | -    |

## Cultura
Biblioteca La Grua

## Festa Major
Es divideix en dues colles, els melons, que són representats pel color verd i porten el nom del poble (MontMeló), i els creuats, que són representats pel color vermell i porten el nom de les Tres Creus. Els dos grups s'enfronten en un conjunt de proves, i el que en guanya més te l'honor que la plaça de la Vila del poble sigui decorada amb els seus colors. Actualment cada any hi ha innovacions en les proves, però algunes encara són actives des del començament, com el Freakball, el qual consisteix a empènyer una pilota de grans dimensions arreu d'un camp regular de futbol fins a la portería del rival.